# بيلي ماكونيل
بيلي ماكونيل (بالإنجليزية: Billy McConnell) مواليد 24 ديسمبر 1986، هو متسابق دراجات نارية أسترالي. نافس في بطولة العالم للسوبرسبورت.

## روابط خارجية
- بيلي ماكونيل على موقع WorldSBK.com (الإنجليزية)